# Peter Jones (imprenditore)
Peter David Jones (Maidenhead, 18 marzo 1966) è un imprenditore britannico noto per aver preso parte a due programmi televisivi in onda su BBC Two: Dragons'Den e American Inventor.
È stato nominato Commendatore dell'Ordine dell'Impero Britannico (CBE) nel 2009. Nella lista stilata dal Sunday Times del 2013 riguardante i più ricchi in Regno Unito, stimava il suo patrimonio a circa 475 milioni di sterline.